# Sandlünz
Der Sandlünz im Harz ist ein 516,2 m ü. NHN hoher Berg bei Netzkater im Landkreis Nordhausen in Thüringen.

## Geographische Lage
Der Sandlünz liegt im Südharz im Naturpark Südharz direkt südöstlich von Netzkater (ca. 312 m), das zu Ilfeld in der Gemeinde Harztor gehört. Er erhebt sich oberhalb des Tals der Bere, in die nördlich des bewaldeten Bergs der Brandesbach und westlich des Bergs der Schuppenbach mündet. Seine Nord- und Nordwestflanke sind Teil des Naturschutzgebiets Brandesbachtal. In Richtung Südosten leitet die Landschaft unter anderem über den Rabenkopf (547,4 m) zum Poppenberg (600,6 m) über. Südlich liegt der Bergsporn Herzberg mit dem Gänseschnabel. Westlicher Nachbar ist jenseits der Bere der Netzberg mit der Dühringsklippe (504,8 m).

## Dreitälerblick

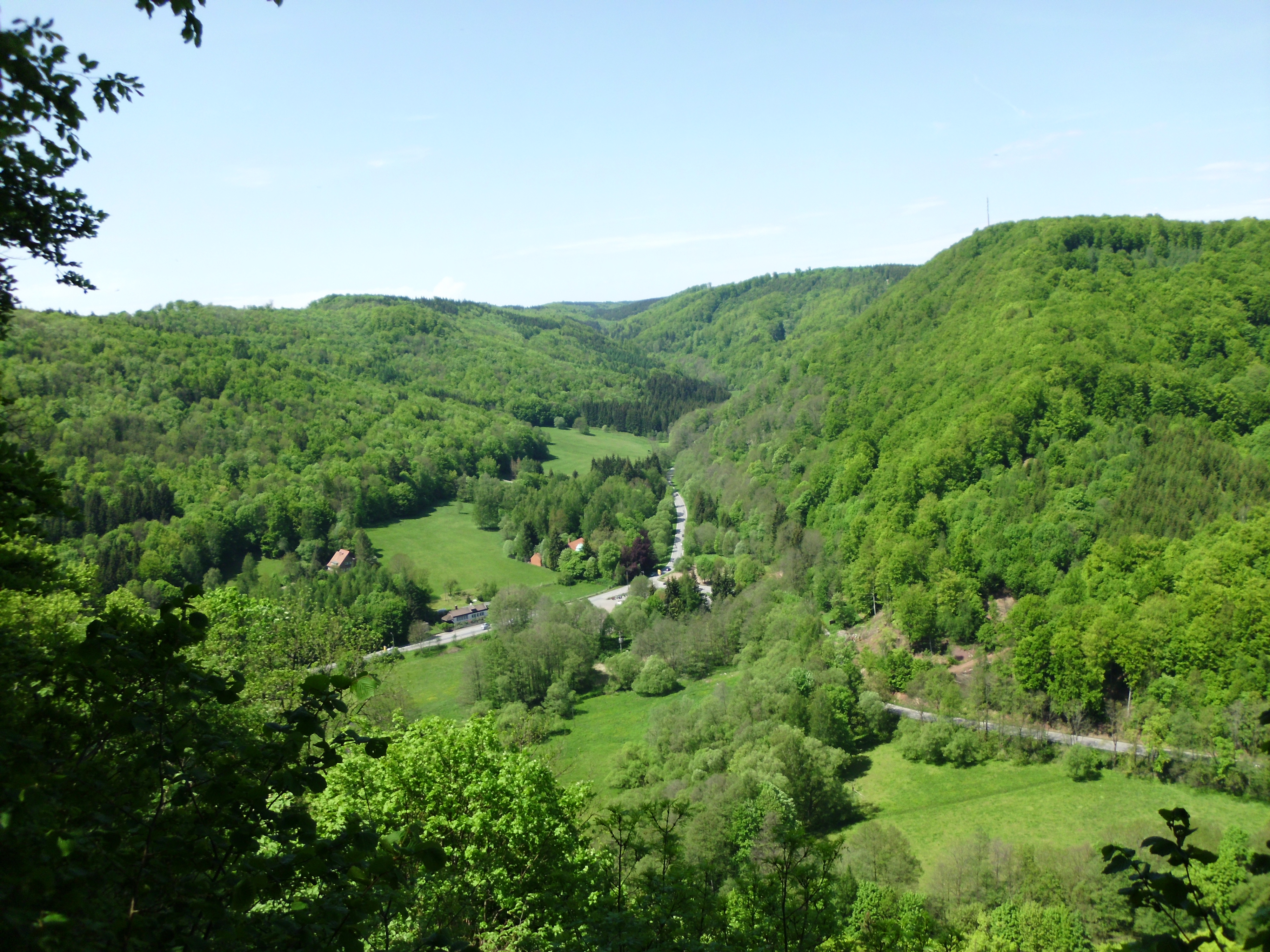
Aussicht vom Dreitälerblick

Auf der Nordwestflanke des Sandlünz liegt oberhalb von Netzkater der Aussichtspunkt Dreitälerblick (ca. 420 m), der wie der Sandlünz, zum Beispiel aus dem Tal der Bere kommend, nur auf Waldwegen zu erreichen ist. Er ist als Nr. 93 in das System der Stempelstellen der Harzer Wandernadel einbezogen; der Stempelkasten befindet sich 50 m ostsüdöstlich vom Dreitälerblick neben einer Schutzhütte (ca. 440 m; ⊙). Vom im Wald liegenden Aussichtspunkt fällt der Blick in das Kalte Tal im Nordwesten, in das etwa in Nord-Süd-Richtung verlaufende Ilfelder Tal mit der Bere im Norden und in das Brandesbachtal im Osten. Die Bere liegt unterhalb des Dreitälerblicks auf 307,1 m.

## Rabensteiner Stollen
In der Nordwestflanke des Sandlünz, dem Ort der Felsklippe Rabenstein, befindet sich östlich oberhalb der Bere der Rabensteiner Stollen, ein ehemaliges Untertagebergwerk und das einzige Steinkohlebergwerk im vom Erzbergbau geprägten Harz, das von 1737 bis 1949 betrieben wurde und seit 1981 Besucherbergwerk ist.